# Institut de la statistique et des études économiques
 (juillet 2020).
Il peut être nécessaire de l'améliorer pour respecter le principe de neutralité de point de vue. Veuillez consulter la page de discussion pour plus de détails.

Ne doit pas être confondu avec Institut national de la statistique et des études économiques.
Pour les autres articles nationaux ou selon les autres juridictions, voir Institut national de la statistique.
L'Institut de la statistique et des études économiques (Isee) est un établissement public de la Nouvelle-Calédonie qui collecte, produit et analyse des informations statistiques.
Il recueille pour cela des données issues de sources administratives diverses, conduit des enquêtes et réalise des études éclairant la situation économique et sociale de la Nouvelle-Calédonie. Il assure également la diffusion des informations statistiques disponibles, sur son site Internet, ainsi qu'au travers de nombreuses publications destinées aux experts comme au grand public.
En tant qu'organisme de statistique publique, l'Isee est régi par un cadre juridique strict. Son personnel, dans l'exercice de ses fonctions, est soumis au secret professionnel et est obligé de placer au cœur de sa méthodologie le principe d'indépendance professionnelle, ainsi que les principes d'objectivité, d'impartialité, de pertinence et de qualité des données produites.
Enfin, l'Isee collabore à plusieurs titres avec l'Institut national de la statistique et des études économiques (Insee) et les questionnaires de ses enquêtes sont supervisés par le Conseil national de l'information statistique (Cnis) ainsi que la Commission nationale de l'informatique et des libertés (Cnil).
Depuis mars 2019, le directeur de l'Isee est Olivier Fagnot.

## Histoire
À la fin des années 1960, les institutions de la Nouvelle-Calédonie ne disposent encore d'aucun service de statistique publique. À défaut, des experts de l'Institut national de la statistique et des études économiques (Insee) sont régulièrement missionnés depuis la Métropole pour conduire des enquêtes ou des études sur le territoire.
En 1969, Gérard Baudchon, alors attaché à l'Insee, est ainsi mis à disposition du chef du service des Affaires économiques de la Nouvelle-Calédonie et dépendances pour une durée d'un an. Son contrat est finalement prolongé d'une année supplémentaire.
En 1971 est créée la Direction du commerce, des prix et de la statistique de la Nouvelle-Calédonie. Gérard Baudchon devient le premier chef du Service de la statistique au sein de celle-ci.
En 1974, le Service de la statistique est détaché de la Direction du commerce et des prix.
Le 1er février 1983, le Service de la Statistique, dont Jean-Claude Renaud vient d'être nommé chef, est transformé en Direction territoriale des statistiques et des études économiques (DTSEE). Les missions de la DTSEE couvrent désormais non seulement le champ de la statistique publique, mais également celui des études économiques. Elles préfigurent les missions de l'Isee actuel.
Deux ans plus tard, l'Institut Territorial de la Statistique et des Études Économiques (ITSEE) est créé par la délibération no 121 du 25 juillet 1985. Le 1er janvier 1986, les moyens humains et matériels ainsi que les missions auparavant exercées par la DTSEE sont transférés à l'ITSEE qui prend le statut d'établissement public à caractère administratif. L'Institut a désormais une structure et des missions similaires à celles des directions régionales de l'Insee. Henri Clément devient le premier directeur de l'ITSEE.
La promulgation de la loi organique no 99-209 du 19 mars 1999 relative à la Nouvelle-Calédonie, confère à la Nouvelle-Calédonie un statut particulier au sein de la République française, la faisant sortir de fait du cadre des territoires d'outre-mer. Cette évolution statutaire exige que les établissements publics dont l'appellation comporte l'attribut « territorial », soient tous renommés. Pour l'ITSEE, ce changement de nom, longtemps resté informel, est entériné en 2016 par une délibération modificative. L'ITSEE devient alors officiellement l'Institut de la statistique et des études économiques (Isee).

## Missions
L'Isee collecte, produit et analyse les informations statistiques relatives à la Nouvelle-Calédonie. Il conduit des enquêtes et réalise des études éclairant la situation économique et sociale du territoire. Il assure également la diffusion la plus large possible des informations statistiques disponibles.
La délibération no 102 du 7 août 1990, stipule que l'établissement est placé sous la tutelle de l'exécutif du territoire de la Nouvelle-Calédonie. Avec la promulgation de la loi organique de 1999 relative à la Nouvelle-Calédonie et l'attribution à la Nouvelle-Calédonie de l'exercice de la compétence en matières de statistiques, l'Isee se voit naturellement confirmé dans ses missions et dans son statut d'établissement à vocation territoriale.
Ses statuts lui confèrent les missions suivantes :
- créer et mettre en œuvre les instruments statistiques nécessaires au territoire ;
- collecter toutes informations nécessaires, en particulier, par la réalisation de recensements, enquêtes par sondage et mise en place de répertoires ;
- traiter toutes informations statistiques nécessaires, produites par l'institut ou existant dans un fichier administratif ;
- promouvoir et coordonner les méthodes de collecte et de traitement de l'information statistique au sein des administrations, établissements, collectivités et organismes publics ;
- procéder à toutes études économiques utiles au territoire ;
- réaliser des travaux statistiques et des études économiques pour le compte de tiers ;
- assurer la diffusion des principales informations statistiques et économiques par tous moyens appropriés et notamment sous forme de publications ;
- assurer, sur le plan technique, la liaison avec les organismes statistiques nationaux et internationaux, en particulier ceux de la Commission du Pacifique Sud et des pays de la zone du Pacifique Sud.

## Fonctionnement

### Organisation
L'organisation et le fonctionnement de l'Isee sont encadrés par la délibération no 102 du 7 août 1990. L'Isee étant un établissement public de la Nouvelle-Calédonie, il est piloté par un directeur et un conseil d'administration.
Le personnel permanent de l'Isee est constitué d'agents régis par les règles de la fonction publique de la Nouvelle-Calédonie ainsi que d'agents contractuels. Au 1er janvier 2020, l'Isee comptabilisait 45 postes dans son organigramme. Un ensemble d'une vingtaine d'agents temporaires est en outre régulièrement mobilisé dans le cadre d'opérations de collecte d'informations (enquêtes, relevés de terrain, etc.).
Outre un pôle administratif, les missions de l'Institut sont portées par quatre services, comprenant eux-mêmes plusieurs départements : 
- le service Entreprises et Études Économiques ;
- le service Conjoncture et Diffusion ;
- le service Enquêtes et Projets ;
- le service Informatique et Répertoires.

### Direction
Le directeur de l'Isee, cadre de l'Institut national de la statistique et des études économiques (Insee) en détachement, est nommé par le gouvernement de la Nouvelle-Calédonie et affecté à cette fonction pour une période déterminée.
Ce statut garantit son indépendance professionnelle. Le concept d'indépendance professionnelle dans l'élaboration des statistiques est entériné le 4 août 2008, par la loi de modernisation de l'économie, qui modifie l'article 1er de la Loi no 51-711 du 7 juin 1951 sur l'obligation, la coordination et le secret en matière de statistique. Cet article, ainsi modifié, définit pour la première fois le champ des statistiques publiques, dont « la conception, la production et la diffusion […] sont effectuées en toute indépendance professionnelle ». Est également créée en 2008 une Autorité de la statistique publique chargée de veiller à cette indépendance.
Le directeur de l'Isee établit chaque année un programme de travail qu'il soumet à l'approbation du conseil d'administration. 
| Nom                         | Période     |
| --------------------------- | ----------- |
| Olivier FAGNOT              | depuis 2019 |
| Véronique DAUDIN            | 2015-2019   |
| Alexandre GAUTIER           | 2011-2015   |
| Gérard BAUDCHON             | 1997-2010   |
| Paul AHMED MICHAUX BELLAIRE | 1993-1997   |
| Philippe MAESSE             | 1989-1993   |
| Henri CLÉMENT               | 1986-1987   |

### Conseil d'administration
Le conseil d'administration de l'Isee est composé de 14 membres représentatifs des instances politiques et socio-économiques locales, élus pour deux ans. Le conseil d’administration définit les grandes orientations de l'institut et délibère notamment sur les questions suivantes : organisation et règlement intérieur de l’établissement, programme annuel de travail, rapport annuel d’activité, budget. Il se réunit au moins une fois par semestre.
| Nom                | Période     |
| ------------------ | ----------- |
| Jennifer SEAGOE    | depuis 2019 |
| Thierry CORNAILLE  | 2018-2019   |
| Serge NEWLAND      | 2017-2018   |
| Jean-Pierre FLOTAT | 2014-2017   |
| Pierre CRIFO       | 2013-2014   |
| Jean-Pierre FLOTAT | 2009-2012   |

### Cadre juridique
En tant qu'organisme de statistique publique, l'Isee est soumis à la loi no 51-711 du 7 juin 1951 sur l'obligation, la coordination et le secret en matière de statistique. Conformément aux dispositions de l'article 1er de cette même loi, l'Isee place le respect du principe d'indépendance professionnelle dans la conception, la production et la diffusion de statistiques publiques, ainsi que les principes d'objectivité, d'impartialité, de pertinence et de qualité des données produites, au cœur de sa méthodologie.
Le second texte encadrant l'activité de l'Isee est la loi no 2004-801 du 6 août 2004 relative à la protection des personnes physiques à l'égard des traitements de données personnelles et modifiant la loi informatique et libertés. Il ne peut ainsi communiquer de renseignements susceptibles de porter atteinte à la vie privée des individus ou au secret commercial et des affaires des entreprises.
La collecte et le traitement des données opérés par l'Isee, dans le cadre de l'exécution de ses missions, sont en outre conformes au règlement général sur la protection des données (RGPD).
Enfin, les agents permanents de l'Isee, de même que les agents recrutés à l'occasion d'opérations statistiques particulières, sont astreints au secret professionnel sous peine des sanctions prévues à l'article 378 du code pénal, conformément à l'article 6 de la loi no 51-711 du 7 juin 1951.

## Principaux travaux

### Le recensement de la population
Conformément à la loi organique no 99-209 du 19 mars 1999 relative à la Nouvelle-Calédonie, le recensement général de la population est de la compétence de l'État.
Le recensement de la population de la Nouvelle-Calédonie s'inscrit dans le cadre de la loi no 2002-276 du 27 février 2002 relative à la démocratie de proximité, qui détermine les objectifs des opérations de recensement de la population, et précise les conditions de réalisation de ces opérations en Nouvelle-Calédonie, en Polynésie française et à Wallis-et-Futuna. Par dérogation aux dispositions applicables en métropole et dans les départements d'outre-mer, ces recensements ont lieu tous les cinq ans et concernent l'ensemble de la population. Un décret du Ministère de l'Économie, de l'Industrie et de l'Emploi, préalable à chaque opération de recensement doit en fixer la date et les conditions de réalisation.
Les opérations de recensement sont organisées et contrôlées par l'Institut national de la statistique et des études économiques (Insee), en liaison avec l'Isee. Après chaque recensement, un décret authentifie les chiffres de la population du territoire et de chaque circonscription administrative.
Les derniers recensements de la population en Nouvelle-Calédonie ont eu lieu en 1956, 1963, 1969, 1976,1983,1989,1996, 2004, 2009, 2014 et 2019.

### La production mensuelle d'indices

#### L'indice des prix à la consommation
L'indice des prix à la consommation (IPC) actuel est entré en vigueur en janvier 2011. Il est l'instrument de mesure de l'inflation, qui permet d'estimer, entre deux périodes données, la variation moyenne des prix des biens et services consommés par les ménages. Construit sur la classification des fonctions de consommation des ménages (COICOP) adaptée à la consommation des ménages calédoniens, cet indice reflète la consommation de l'ensemble des ménages, sur tout le territoire de la Nouvelle-Calédonie.

#### Les indices et index du bâtiment et des travaux publics
Les indices des coûts des matériaux de construction actuels sont entrés en vigueur en janvier 2013 (les premiers ont été créés en 1970). Ils permettent de mesurer l'évolution des prix de vente des matériaux de construction ainsi que celle de coûts salariaux dans le BTP. Le plus utilisé d'entre eux est l'index BT21 « tous travaux confondus » qui sert de référence pour les revalorisations de loyer des baux d'immeubles ou de locaux à usage commercial, industriel ou artisanal.

#### L'indice de révision des loyers
En vigueur depuis le 1er janvier 2007, l'indice de révision des loyers (IRL) calculé est composé, pour une moitié, de la moyenne des douze dernières valeurs mensuelles définitives de l'index BT21 et, pour l'autre moitié, de la moyenne des douze dernières valeurs mensuelles correspondantes de l'indice des prix à la consommation hors tabacs et hors loyers. Il sert de référence au calcul de la majoration annuelle pouvant être appliquée aux loyers des locaux à usage d'habitation.

#### L'indice des prix d'achat des moyens de production agricole
En vigueur depuis avril 2019, l'indice des prix d'achat des moyens de production agricole (Ipampa) est un instrument de mesure de l'évolution des prix des biens et services utilisés par les agriculteurs pour les besoins de leur exploitation agricole. L'Ipampa se compose d'un indice des prix des biens et services de consommation courante et d'un indice des prix des biens et services d'investissement, eux-mêmes déclinés en différents postes et sous-postes, pondérés de manière à être représentatifs des achats du monde agricole calédonien.

### La production de statistiques issues de sources administratives

#### Les comptes économiques et les grands agrégats macro-économiques
Calculé chaque année dans le cadre des comptes économiques, le produit intérieur brut (PIB) permet de suivre l'état de santé de l'économie et de mesurer l'évolution de l'activité économique. Au-delà du PIB, les comptes économiques donnent une vision schématique et quantifiée de l'ensemble des échanges économiques du territoire, établie en conformité avec les normes internationales définies par l'ONU. Ainsi, depuis 1998, les comptes économiques de la Nouvelle-Calédonie suivent la nomenclature du Système européen de comptabilité (SEC 95).
Le Tableau entrées-sorties (TES) est le principal résultat des comptes économiques. Il présente, pour chaque grand type de produit intervenant dans l'économie du territoire, les ressources disponibles (« Entrées ») et les emplois qui en sont faits (« Sorties »). Les comptes économiques sont rendus disponibles au plus tôt en année N+3. Dans l'intervalle, les comptes économiques rapides fournissent une estimation du PIB et des principales données macroéconomiques des trois dernières années.
L'Isee produit également des comptes satellites, élaborés en conformité avec les concepts de la comptabilité nationale, et apportant un éclairage sur certains pans de l'économie (les comptes du secteur public, les comptes de l'éducation et les comptes du tourisme...).

#### Le commerce extérieur
Les statistiques du commerce extérieur sont produites à partir des déclarations en douanes des importateurs et exportateurs. En Nouvelle-Calédonie, les déclarations douanières s'inscrivent dans le cadre du Système Harmonisé de désignation et de codification des marchandises : une nomenclature développée en 1988 par l'Organisation mondiale des douanes pour classer les produits échangés au niveau international. Cette classification est utilisée à ce jour par 195 pays. Elle se décline en positions, sous-positions, sections, chapitres et produits.
La production des statistiques douanières de la Nouvelle-Calédonie a été confiée à l'Isee par la Direction Régionale des Douanes. Les statistiques sont publiées mensuellement. Provisoires au moment de leur publication, elles sont rendues définitives en août de l'année N+1.

#### L'emploi salarié
Les données concernant l'emploi salarié sont établies sur la base des déclarations faites par les employeurs auprès de la Cafat pour la couverture maladie de leurs salariés. Ces données sont croisées avec celles du Répertoire des Entreprises et Établissements (Ridet), pour préciser le secteur d'activité dans lequel chaque salarié doit être comptabilisé. Ces statistiques permettent un suivi régulier de l'emploi salarié en Nouvelle-Calédonie et représentent donc un indicateur conjoncturel majeur. Les statistiques sur l'emploi salarié produites par l'Isee concernent les salariés des secteurs privé et public. Ces statistiques sont diffusées à un rythme trimestriel.

#### Les résultats économiques des entreprises
L'Isee élabore annuellement des statistiques sur les résultats économiques des entreprises de Nouvelle-Calédonie, par l'exploitation conjointe de trois sources : les déclarations fiscales des entreprises faites auprès de la Direction des Services Fiscaux ; les déclarations faites par les employeurs auprès de la Cafat pour la couverture maladie de leurs salariés ; le Répertoire des Entreprises et Établissements (Ridet),,. Le champ retenu pour les statistiques d'entreprises est le champ ICS. Les statistiques produites concernent les entreprises du secteur marchand déclarant à l'impôt sur les sociétés, ou bien à l'impôt sur les revenus au titre des bénéfices industriels et commerciaux (régime réel ou simplifié), soit environ 8 000 entreprises, représentant plus de 90 % de l'emploi du champ ICS hors métallurgie.

#### Les salaires
L'Isee élabore annuellement des statistiques sur les salaires par l'exploitation conjointe de trois sources : les déclarations nominatives des salaires faites auprès de la Direction des services fiscaux ; les déclarations nominatives trimestrielles auprès de la Cafat ; le Répertoire des entreprises et établissements (Ridet),,. La dernière étude sur les salaires, publiée en 2013, porte sur l'évolution des salaires entre 2007 et 2010. Elle doit être actualisée au second trimestre 2020 pour la période 2013-2018, et a vocation à l'être ensuite annuellement.

#### La démographie
L'Isee compile les naissances et décès extraits des registres d'état-civil de chacune des 33 communes de Nouvelle-Calédonie. Ces données permettent de calculer le solde naturel, notamment pendant les périodes intercensitaires. Sont également recensés et compilés, pour l'ensemble des communes, les enfants mort-nés ou déclarés sans vie, les divorces et les mariages.
Ces données sont la base de tous les travaux démographiques menés à l'Isee (bilans démographiques, projections de population…) et servent de socle à de nombreuses études visant à planifier les besoins futurs à des échelles variées (communes, provinces, Nouvelle-Calédonie). Elles permettent également d'étudier l'évolution de la structure de la population calédonienne en mettant en avant les changements qui s'opèrent au niveau de la fécondité, de l'espérance de vie ou encore des structures familiales.

#### Les transactions immobilières
Depuis 2014, l'Isee produit des statistiques sur les transactions immobilières. Elles sont destinées à calibrer et caractériser le marché des transactions immobilières en Nouvelle-Calédonie, suivre son évolution et ses tendances, ainsi qu'à produire un prix moyen par type de bien. Les indicateurs portant sur la valeur des transactions sont produits annuellement.

### Les enquêtes

#### Forces de Travail
Cette enquête, aussi appelée « enquête emploi » ou « EFT », est déroulée annuellement en Nouvelle-Calédonie depuis 2017, selon une méthodologie proche de celle en vigueur en France métropolitaine et dans les autres territoires français d'outre-mer. Elle met en œuvre les concepts et les définitions de l'emploi et de l'activité retenus par le Bureau international du travail (BIT), ce qui garantit la comparabilité des résultats entre les différents territoires français et européens.

#### Budget Des Familles
Collectée entre février 2019 et février 2020, l'enquête Budget des Familles (BDF) a concerné 2 500 ménages calédoniens. Outre une actualisation des données sur la consommation des ménages, elle doit permettre la production d'indicateurs comme le taux de pauvreté et la mise à jour de la pondération de l'indice des prix à la consommation. Elle doit également constituer une source importante pour le redressement des comptes économiques de la Nouvelle-Calédonie.

#### Passagers
L'enquête passagers, conduite par l'Isee depuis 2000, permet la production de deux types de statistiques : d'une part, des statistiques sur les touristes débarquant en Nouvelle-Calédonie, par pays de résidence, motif et durée de séjour, mode d'hébergement, etc ; d'autre part, des statistiques sur les voyages des résidents calédoniens à l'extérieur du territoire. Ces statistiques font l'objet d'une diffusion sous forme de tableaux détaillés mensuels et annuels. Une synthèse commentée est également publiée chaque année.

#### Touristes quittant la Nouvelle-Calédonie
Cette nouvelle enquête cible les touristes au départ de la Nouvelle-Calédonie. Elle vise à établir leurs profils, évaluer leurs dépenses, identifier leurs choix d'hébergement et d'activités, mais aussi mesurer leur degré de satisfaction au terme de leur séjour en Nouvelle-Calédonie. En cours de collecte depuis le 10 janvier 2020, elle doit s'achever le 31 décembre 2020.

#### Recensement général agricole
Le recensement général de l'agriculture (RGA) dresse le panorama de l'agriculture calédonienne et permet d'obtenir des indicateurs sur les caractéristiques des exploitations agricoles, sur les surfaces exploitées, sur les productions végétales et animales, sur les équipements et moyens techniques, ainsi que sur les caractéristiques de la population des exploitants agricoles. Il est conduit par l'Isee en partenariat avec la Direction des affaires vétérinaires alimentaires et rurales (Davar). Les derniers RGA en Nouvelle-Calédonie ont eu lieu en 1983, 1991, 2002 et 2012.

#### Information et Vie Quotidienne
L'enquête Information et Vie Quotidienne (IVQ) a pour objectif d'évaluer les compétences des adultes dans les domaines de l'écrit, du calcul et de la compréhension orale, en se référant à des situations de la vie courante, privée ou professionnelle. Au-delà d'une mesure de l'illettrisme de la population concernée, il s'agit d'évaluer objectivement ses compétences dans chacun de ces domaines. En Nouvelle-Calédonie, les résultats de la dernière enquête de ce type ont été publiés fin 2013.

### La gestion des répertoires administratifs

#### Le Répertoire des Entreprises et Établissements
Fondé en 1983, le Ridet assure la couverture exhaustive du champ des unités exerçant une activité en Nouvelle-Calédonie, de leurs établissements, ainsi que le suivi des principaux évènements affectant leur état civil (création, modification, cessation d'activité…). Il est quotidiennement mis à jour par l'Isee, à réception des déclarations d'inscription, de modification ou de radiation déposées par les professionnels auprès de leur centre de formalités des entreprises (CFE), qu'il s'agisse de personnes physiques ou de personnes morales. Il permet l'identification précise des unités enregistrées. De plus, il attribue à chacune un numéro unique, indispensable dans le cadre de leurs démarches administratives. Il permet également à l'Isee de produire des statistiques sur l'activité économique et la démographie des entreprises.

#### Le fichier général des électeurs et les listes électorales
L'article R213 du Code électoral dispose que l'Isee « met en œuvre un traitement automatisé de données à caractère personnel en vue de la tenue du fichier général des électeurs inscrits en Nouvelle-Calédonie mentionné au VII de l'article 189 de la loi organique no 99-209 du 19 mars 1999 relative à la Nouvelle-Calédonie, ainsi que des listes électorales spéciales à la consultation prévue par le titre IX de cette même loi ». Le fichier général des électeurs est constitué à partir des listes électorales de la Nouvelle-Calédonie, qui peuvent être deux types : la liste où figurent les citoyens français, et les listes complémentaires où figurent les citoyens non français de l'Union Européenne résidant en Nouvelle-Calédonie. En Nouvelle-Calédonie, la liste électorale des citoyens français est composée de trois corps électoraux : la liste électorale générale (LEG), la liste électorale spéciale pour les élections Provinciales (LESP), la liste électorale spéciale pour la Consultation sur l'accession à la pleine souveraineté (LESC),,.

## Principales publications

### Les analyses conjoncturelles
L'Isee réalise trimestriellement des analyses conjoncturelles des grands indicateurs économiques et sectoriels, qui font ensuite l'objet d'une synthèse annuelle : l'indice des prix à la consommation, le tourisme, la mine-métallurgie, les échanges extérieurs et l'emploi salarié. Des inventaires des faits marquants du trimestre et de l'année écoulés sont également publiés.

### La collection «Synthèse»
Les synthèses présentent les résultats d'études ou d'enquêtes menées par l'Isee sur des thématiques à grands enjeux pour la Nouvelle-Calédonie : les salaires, l'emploi, les comptes économiques, le recensement de la population, les résultats économiques des entreprises, etc. Ces publications, de quatre à huit pages, offrent une analyse économique et statistique experte, accessible au grand public.

### Les Tableaux de l'économie calédonienne
Les Tableaux de l'économie calédonienne (TEC) s'adressent à tous ceux qui souhaitent disposer d'un panorama synthétique de la situation économique, démographique et sociale de la Nouvelle-Calédonie. Le dernier ouvrage, paru en 2016, se compose de vingt-trois chapitres organisés autour de cinq grands thèmes : atlas, population-société, emploi-revenus, économie-finances et système productif. Chacun de ces chapitres propose au lecteur des commentaires, des tableaux et des graphiques, des définitions et une liste de publications de référence sur le sujet développé. Elles fournissent des informations récentes sur la Nouvelle-Calédonie et des données permettant de la situer par rapport à d'autres pays. L'ouvrage est actualisé tous les cinq ans.

### Les études Cerom
Les études Cerom (Comptes Économiques Rapides pour l'Outre Mer) sont réalisées au travers d'un partenariat entre l'Isee, l'Agence française de développement (AFD) et l'Institut d'émission d'outre-mer (IEOM). Présent dans l'ensemble de l'outre-mer français, le programme Cerom vise trois objectifs principaux : l'élaboration de comptes économiques rapides, la mise en place d'indicateurs synthétiques conjoncturels offrant des éléments précoces d'appréciation de la conjoncture, la conduite d'études macro-économiques. Au titre des principales études produites dans ce cadre, on peut notamment citer les suivantes.

#### Les comptes économiques rapides
Les comptes économiques sont rendus disponibles au plus tôt en année N+3. Les comptes rapides permettent donc, dans l'intervalle, de produire une estimation des comptes économiques des trois dernières années, en évaluant les principaux agrégats comptables (PIB, consommation, investissement). Les comptes économiques rapides sont projetés à partir du dernier compte définitif, en fonction des données disponibles pour l'année à estimer, et sont donc susceptibles de révisions.

#### La comparaison spatiale des prix
Les données de cette étude, menée dans le cadre du partenariat Cerom, sont issues d'enquêtes de comparaison spatiale des prix réalisées concomitamment par l'Institut national de la statistique et des études économiques (Insee) en métropole et dans les départements d'outre-mer, par l'Institut de la statistique de la Polynésie française (ISPF) en Polynésie française, et par l'Isee en Nouvelle-Calédonie. Lors de la dernière étude, conduite en 2015, environ 9 000 relevés de prix ont été effectués en Nouvelle-Calédonie et plus de 90 000 en métropole. Ces relevés concernent des agglomérations représentatives de chacun des territoires et tous les types de points de vente. L'objectif est de comparer, entre la métropole et la Nouvelle-Calédonie, les prix d'un même panier de produits, ou le plus identique possible d'un territoire à l'autre. Le choix des biens et services retenus résulte donc d'un compromis entre homogénéité (afin d'assurer la comparabilité entre territoires) et représentativité (afin de retenir les produits les plus consommés). La prochaine étude de ce type est envisagée pour 2022.